# ダイヤモンドエンジニアリング
ダイヤモンドエンジニアリング株式会社（英文社名 DIAMOND ENGINEERING CO., LTD.）は、富山県魚津市に本社を置く 日本のプラントエンジニアリングメーカー。

## 概要
化学メーカーである日本カーバイド工業株式会社の傘下企業。1969年（昭和44年）7月、同社の設計工務部門を中心に分離独立し、構成メンバー、諸工事、各種特許、ノウハウ、その他の技術はすべて同社より継承。その技術を基礎にして、更に独自の新技術を開発し、1997年（平成9年）4月には株式会社新日本マシナリー工業と合併。鉄鋼生産設備や発電所原料供給設備などの産業機械・設備の設計、建設を行う。
主軸産業は製鉄、化学プラントの設計施工。鉄や医薬品、IC関連メーカー製品や材料から異物や不純物を除去する装置の設計施工で世界トップレベルの技術を持っている。また、2010年（平成22年）4月から下水処理場で発生する汚泥を約4割削減するシステムを開発し、富山県内の自治体の下水処理施設で採用された。

## 沿革
- 1969年（昭和44年）7月 - ダイヤモンドエンジニアリング株式会社を東京都千代田区に設立（資本金：2,000万円）
  - 富山県魚津市本新（日本カーバイド工業・魚津工場内）に魚津事業所を開設
- 1972年（昭和47年）10月 - 分析業務の委託引受及びコンサルティングを開始
- 1973年（昭和48年）10月 - 富山県魚津市釈迦堂に新社屋を竣工し、魚津事業所を移転（資本金を4,000万円に増資）
- 1974年（昭和49年）1月 - 分析センターを新設
- 1987年（昭和62年）12月 - 株式会社デック建築研究所を設立
- 1988年（昭和63年）6月 - 分析センターと日本カーバイド工業・魚津研究分析室が合併し、株式会社デックリサーチセンターを設立
- 1997年（平成9年）4月 - 株式会社新日本マシナリー工業を合併
  - 株式会社デックリサーチセンターと株式会社日カ建材から営業譲渡（資本金を6,000万円に増資）
- 2006年（平成18年）9月 - 東京都台東区松が谷に東京事務所を開設
- 2007年（平成19年）7月 - 資本金を9,000万円に増資
- 2009年（平成21年）2月 - 本社を富山県魚津市釈迦堂に移転
- 2009年（平成21年）9月 - 鑽石（大連）機電技術有限公司を中国大連に設立

## 事業内容・主要製品

### 鉄鋼生産事業
- PCI設備
- 機械攪拌式脱硫設備（KR設備）
- LD-PB設備（転炉粉体投射設備）
- 溶銑/溶鋼鍋運搬台車
- 排滓機（スラグスキマー）
- バリ取り設備 など

### 電力プラント事業
- 石炭ガス化複合発電
- オリジナル開発機器群
- 粉体流量制御技術
- 粉体専用実験工場

### バルブ事業
- メタルタッチボールバルブ（DEC弁）
- メタルタッチボールバルブ（DVA弁）
- 粉体流量調節バルブ（可変弁）

### 分析事業
- 異物分析ご依頼手順
- 医薬品中の異物分析
- 顕微レーザーラマン分光分析
- 金属部品（製品）の成分分析
- ダブルショットパイロライザー・GC-MS（質量分析装置）
- 環境調査・分析のご紹介
- 絶縁油中の微量PCB分析
- アスベスト調査・分析
- 浴槽水検査のご紹介

## 関係会社
- 早月生コン株式会社
- 鑚石（大連）機電技術有限公司 - 中華人民共和国大連市に所在する100%子会社。2009年9月に設立